# BattleTanx: Global Assault
BattleTanx: Global Assault é um jogo eletrônico do gênero de combate de veículos desenvolvido e publicado pela The 3DO Company lançado em 1999 para Nintendo 64 e em 2000 para PlayStation, sendo uma sequência do jogo BattleTanx.